# Bruno Šundov
Bruno Šundov (ur. 10 lutego 1980 w Splicie) – chorwacki koszykarz, grający na pozycji środkowego. Grał w pięciu różnych zespołach w NBA.
W 1999 wystąpił w meczu wschodzących gwiazd – Nike Hoop Summit.
Šundov został wybrany w drugiej rundzie draftu w 1998 roku przez Dallas Mavericks, w wieku jedynie 18 lat. Podczas siedmioletniej gry w NBA grał w następujących drużynach: Dallas Mavericks (1998-2000), Indiana Pacers (2000-2002), Boston Celtics (2002-03), Cleveland Cavaliers (2003-04) i New York Knicks (luty 2004 i 2004-05).
Šundov grał również w Maccabi Tel Awiw w lutym 2004 roku i w belgijskim zespole RBC Verviers-Pepinster w maju tego samego roku.
We wrześniu 2005 roku po odejściu z NBA podpisał kontrakt z hiszpańskim zespołem Etosa Alicante, a dwa lata później przeniósł się do cypryjskiego zespołu Proteas EKA AEL, gdzie odegrał kluczową rolę w sukcesie w Lidze Europejskiej FIBA.
W lutym 2008 roku podpisał umowę z hiszpańskim pierwszoligowcem Grupo Begar León, który później spadł z ligi. We wrześniu tego samego roku dołączył do ASK Rygi, a później przeniósł się do Cibony Zagrzeb. Sezon zakończył w drużynie z Hiszpanii, Menorca Bàsquet.
W styczniu 2010 roku przeszedł do Kavala B.C.
We wrześniu 2010 roku podpisał miesięczny kontrakt z Valencią BC, który nie został przedłużony.
W styczniu 2011 roku został zawodnikiem bułgarskiego zespołu, PBC Lukoil Academic.